# Joshua Magee
Joshua Magee (* 3. November 1994 in Donegal) ist ein irischer Badmintonspieler. Seine Schwester Chloe Magee sowie sein Bruder Sam Magee spielen auch Badminton auf internationalem Niveau.

## Karriere
Joshua Magee erkämpfte sich erste internationale Erfolge bei den Irish Juniors. Weitere Podestplätze folgten beim Brasil Grand Prix 2014, den Lagos International 2015 und den Europaspielen 2015. Gsnz oben auf dem Treppchen stand er erstmals bei den Slovenia International 2016. 2019 siegte er bei den Czech Open.

## Sportliche Erfolge
| Saison | Veranstaltung               | Disziplin    | Platz | Name                         |
| ------ | --------------------------- | ------------ | ----- | ---------------------------- |
| 2012   | Irish Juniors               | Herrendoppel | 3     | Ciaran Brian Chambers        |
| 2012   | Irish Juniors               | Herreneinzel | 2     | Joshua Magee                 |
| 2014   | Brasil Grand Prix           | Herrendoppel | 3     | Sam Magee / Joshua Magee     |
| 2015   | Europaspiele 2015           | Herrendoppel | 3     | Sam Magee / Joshua Magee     |
| 2015   | Lagos International         | Herrendoppel | 3     | Sam Magee / Joshua Magee     |
| 2016   | Slovenia International 2016 | Herrendoppel | 1     | Sam Magee / Joshua Magee     |
| 2016   | Canada Open                 | Herrendoppel | 3     | Sam Magee / Joshua Magee     |
| 2017   | Irish Open                  | Herrendoppel | 2     | Sam Magee / Joshua Magee     |
| 2018   | Lithuanian International    | Herreneinzel | 3     | Joshua Magee                 |
| 2018   | Lithuanian International    | Herrendoppel | 3     | Sam Magee / Joshua Magee     |
| 2018   | Welsh International         | Herrendoppel | 3     | Sam Magee / Joshua Magee     |
| 2019   | Czech Open                  | Herrendoppel | 1     | Paul Reynolds / Joshua Magee |